# David Currie, Baron Currie of Marylebone

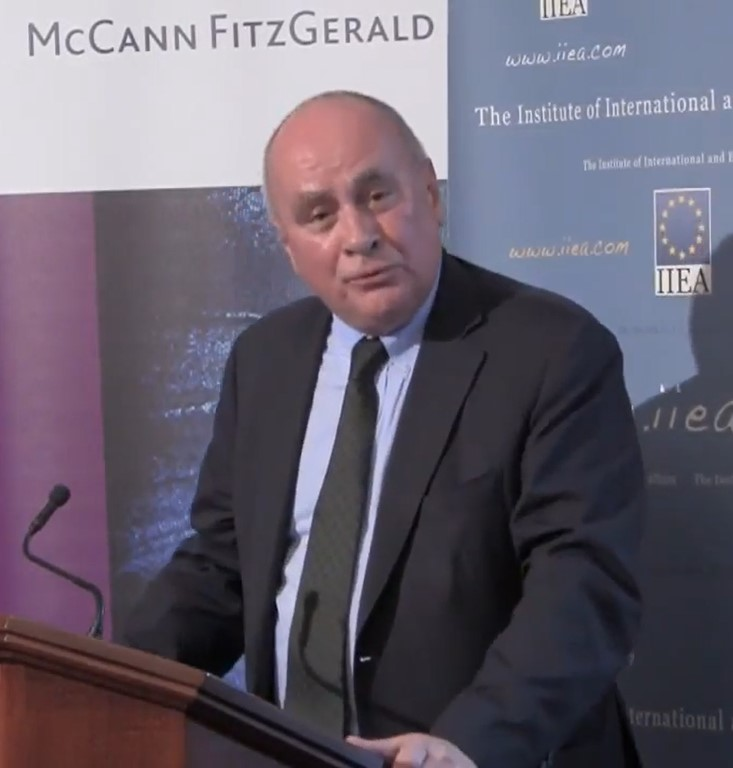
David Currie, Baron Currie of Marylebone, 2014

David Anthony Currie, Baron Currie of Marylebone (* 9. Dezember 1946) ist seit dem Jahr 2002 Vorsitzender von Ofcom.
Currie war von 1988 bis 1995 Direktor des Centre of Economic Forecasting und von 1988 bis 2000 Professor der Volkswirtschaft an der London Business School. Ab 2002 war Currie Dean der Cass Business School in London und trat im Mai 2007 von diesem Amt zurück.
Am 1. Oktober 1996 wurde er als Baron Currie of Marylebone, of Marylebone in the City of Westminster, zum Life Peer erhoben und ist dadurch seither Mitglied des House of Lords. Am 30. Januar 2012 erhielt er die Ehrendoktorwürde der City University London.